# Elizabeth Spelke
 (octobre 2015).
Elizabeth Spelke, née le 28 mai 1949, est une spécialiste américaine de la psychologie cognitive.
Elle est professeur de psychologie à l'université Harvard.  Depuis janvier 2018, elle est membre du Conseil scientifique de l'Éducation nationale français.

## Carrière
Après avoir obtenu son doctorat sous la direction d'Eleanor Gibson à l'université Cornell, elle enseigne à l'université de Pennsylvanie, au département de Brain & Cognitive Sciences du Massachusetts Institute of Technology et accepte un poste à l'université Harvard en 2001.[réf. nécessaire]
Ses recherches portent sur le développement et la nature d'une petite collection de systèmes cognitifs qui constitueraient, dès les premiers mois de la vie, les principaux éléments de la connaissance non langagière.

## Méthode expérimentale
S'appuyant sur les méthodes spécifiques (le paradigme d'habituation et de réaction à l'événement impossible) aux recherches sur le nourrisson, Spelke s'oppose au constructivisme de Jean Piaget selon lequel l'enfant n'acquiert des connaissances que par le biais de raisonnements à partir d'une capacité d'apprentissage générale. 
Elle développe en particulier des méthodes expérimentales basées mettant en valeur le rôle de nos capacités sensorielles influencées par le travail de Jerome Kagan.
Développant l'hypothèse[citation nécessaire] d'une modularité de l'esprit, Elizabeth Spelke propose en effet l'idée que le raisonnement de l'enfant prend appui sur une petite collections de systèmes de principes innés, précocement établis et rigides.
Ces systèmes de connaissance applicables à des tâches particulières et à des domaines  spécifiques sont appelés les « connaissances noyaux » ; leur identification et étude constitue le point central des travaux d'Elizabeth Spelke.
Ces travaux[réf. nécessaire] ont montré en particulier que les mathématiques reposent sur deux systèmes initiaux mettant respectivement en jeu un système dédié aux petits nombres (jusqu'à trois) et un système au-delà de trois.
Spelke montre par ailleurs que l'humain possède une capacité à représenter l'espace à travers un système qui servira de base au développement de la géométrie.
S'intéressant au domaine de la compréhension du monde physique, Spelke montre que le bébé comprend les contraintes qui limitent le déplacement d'un objet dans l'espace et dans le temps. Un objet a une unité même s'il est partiellement caché. Le nourrisson est capable d'inférer la partie manquante à condition que l'objet bouge derrière le cache mais et non s'il est stable.
Elle découvre également que le bébé comprend, dès deux mois, qu'un objet ne peut en traverser un autre ou que deux objets ne peuvent pas occuper la même place en même temps.
Le nourrisson comprend par ailleurs qu'un objet ne peut se mouvoir que si un autre objet le contacte et que ce principe est spécifique aux objets et ne s'applique pas aux individus.
Spelke montre que les bébés comprennent que les déplacements et les actions des humains sont sous-tendus par un but, une intention, mais pas les objets.
Ses travaux plus récents abordent la capacité à émettre des jugements à propos d'autres humains et à propos d'autres groupes sociaux.
Spelke montre ici que le bébé — qui s'assimile de lui-même à groupe, comme l'adulte —, fait des catégories et privilégie les personnes qui s'adressent à lui dans sa langue maternelle/dans son babil, indépendamment de la couleur de la peau ou de toute autre caractéristique.

## Le rôle combinatoire de la faculté de langage
Spelke étudie ces capacités cognitives à travers une recherche sur leur origine et développement chez le bébé et le jeune enfant, s'intéressant aux similarités et distinctions entre ces capacités chez l'humain et les primates non humains.
Constatant une apparente contradiction entre l'observation selon laquelle un certain nombre de systèmes de connaissances sont partagés par l'homme et les animaux d'une part, et du constat que seul l'homme semble pouvoir combiner ces différentes connaissances de l'autre, elle suggère que cette asymétrie peut se résoudre si l'on tient compte des propriétés combinatoires de la faculté de langage, qui est unique à l'homme.
Elle suggère que notre capacité à assembler librement des pensées dérive des propriétés de la faculté de langage qui sert à combiner les propriétés auparavant encapsulées - et que la puissance combinatoire du langage naturel laisse davantage d'espace pour les choix qui ne sont pas contraints par notre évolution.

## Les débats en marge de ses travaux
Elizabeth Spelke s'est exprimée  sur la différence entre hommes et femmes et le statut universel des droits de l'homme, et s'est en particulier opposée aux déclarations de Lawrence Summers,(notamment dans un débat avec Steven Pinker), lorsqu'il était président de l'université Harvard, sur les différences entre les capacités cognitives des femmes et des hommes.
Comparant les différentes capacités des humains dans des cultures différentes, Spelke montre qu'elles partagent certaines caractéristiques qu'elle considère universelles. 

## Prix et distinctions
Docteur honoris causa de l'université d'Umeå en 1993, Docteur Honoris de causa de l'École pratique des hautes études 
en 1999, Elizabeth Spelke a reçu le titre de docteur honoris causa de l'université Paris-Descartes en 2007.
Elle a reçu le prix Jean-Nicod du CNRS en 2009.
En 2016, elle est lauréate du prix Carvalho-Heineken pour les sciences cognitives décerné par l'Académie royale néerlandaise des arts et des sciences.
En janvier 2018 elle est nommée membre en France du Conseil scientifique de l'Éducation nationale,.

## Publications
- Dehaene, S, Izard, V, Spelke, Elizabeth, S, Pica, P (2008), "Log or linear? Distinct Institutions of the number scale in Western and Amazonian cultures" Science 320.
- Olson, K.R & Speke Elizabeth, S. (2008) "Foundations of cooperation in young children", Cognition, 108, 222-231.
- Spelke, Elizabeth (2008), "La théorie du "Core Knowledge" in L'Année psychologique, 108(4), 721-756.
- Spelke, Elizabeth, S. (2007), "Innéisme, liberté et langue", in Jean Brimont & Julie Franck eds. Cahier Chomsky, L'Herne, Paris.
- Shusterman & Spelke, Elizabeth (2005), "Language and the development of spatial reasoning", in P. Carruters, S. Laurence & Stich, S. eds. The innate mind: Structure and contents, Oxford University Press.
- Spelke, Elizabeth, S., (2003), "What makes us smart? Core knowledge and Natura language" , in D. Gentner &  S Goldin-Meadow eds Language in Mind: Advances in the Investigation of Language and Thought, Harvard University Press, Cambridge Mass
- Spelke, Elizabeth, S. (2003), " Developping knowledge of space: Core knowledge and New Combinations", in Kosslyn S.M.  & Galaburda, A. eds. Languages of the Brain, Harvard University Press.
- Santos, L.R., Hauser, M.D. & Spelke, Elizabeth, S. (2002), "Domain specific knowledge in human children and non-human  primates: Artrifacts and food kinds", in  M. Bekoff ed. The cognitive animal, MIT Press.
- Spelke, Elizabeth, S. (2000), "Core Knowledge" American Psychologist 55.
- Spelke, Elizabeth, S. et Hespos, S. J. (2001), "Continuity, competence and the object concept", in E. Dupoux ed. Language, brain and cognitive development: Essays in honor of Jacques Mehler, MIT Press.
- Dehaene, S., Pelke Elisabeth, S., Pinel, P., Stanescu, R. & Tsivkin, S. (1999), "Sources of mathematical thinking: Behavioral and brain-imaging evidence, Science, 284.
- Carey, S. & Spelke, Elizabeth, S (1996), "Science  and Core Knowledge", Philosophy of Science, 63.4.
- Hermer, L.  & Spelke, Elizabeth, S. (1996) "Modularity and development: the Case of spatial reorientation", Cognition 61.
- Hermer, L & Spelke, E. S (1995), "L'homme raisonne-t-il mieux que les animaux", La Recherche 26.
- Spelke, Elizabeth, S. (1994), "Initial knowlegde: Six suggestions, Cognition, 50.
- Streri, A, Spelke, Elizabeth, S. & Rameix, E (1993), "Modality-specific and amodal aspects of objects in infancy. The case of active touch" in Cognition 47.3,.
- Spelke, Elizabeth, S (1991), "Physicical knowlege in infancy: Reflections on Piaget's Theory", in S. Carey & R. Gelman, eds.  Epigenesis of mind: Studies in biology and cognition, MIT Press.
- Spelke, Elizabeth, S (1990), "Principles of object perception", Cognitive Science, 14.